# Photis macrocoxa
Photis macrocoxa är en kräftdjursart. Photis macrocoxa ingår i släktet Photis och familjen Isaeidae. Inga underarter finns listade i Catalogue of Life.